# KM-SAM
Le KM-SAM (en coréen : 천궁 « Cheongung », en Hanja : 天弓), également connu sous le nom de Cheolmae-2, est un système de missile sol-air (SAM) à moyenne portée sud-coréen qui a été développé par l’Agence pour le développement de la défense (ADD) avec le soutien technique d’Almaz-Antei et OKB Fakel. Il est basé sur la technologie du missile 9M96 utilisé sur les systèmes de missiles S-350E et S-400.

## Conception
Une batterie complète de KM-SAM se compose de quatre à six véhicules tracteurs-érecteurs-lanceurs (TEL) à 8 tubes, d’un radar 3D multifonction à commande de phase en bande X à balayage électronique passif (PESA), basé sur celui du S-400 russe, et d’un véhicule de commandement de tir,,. Le radar fonctionne dans la bande X et tourne à une vitesse de 40 tours par minute, couvrant jusqu’à 80 degrés en élévation. Il peut détecter des cibles dans un rayon de 100 km et en suivre jusqu’à 40 simultanément.
Le KM-SAM est le niveau intermédiaire du système de défense aérienne et antimissile à trois niveaux de la Corée du Sud. Bien qu’il ait été développé en Russie par le bureau de conception Almaz avec l’aide de Samsung Thales, LIG Nex1 et Doosan DST, la production et l’industrialisation ont été faites en Corée du Sud, suffisamment pour le considérer comme un système indigène. Le KM-SAM (Cheongung ou Iron Hawk) peut intercepter des cibles jusqu’à une altitude de 15 km (49 000 pieds) à une distance de 40 km. Il doit remplacer les batteries MIM-23 Hawk améliorées de la Corée du Sud, et être proposé à l’exportation. Almaz-Antei a poursuivi le programme après le transfert des prototypes et a créé une version distinctement russe, appelée système de missile Vityaz.
La Force aérienne de la république de Corée a révélé à la mi-2015 que le KM-SAM entrerait bientôt en production de masse et commencerait à être livré à l’armée de l’air en septembre, remplaçant le missile Hawk, en service en Corée depuis 1964, que l’armée américaine a retiré en 2002. Le système peut intercepter jusqu’à six cibles simultanément, et les missiles ont des capacités de guerre électronique pour continuer à fonctionner malgré le brouillage radar,. Le système a réussi le test de vérification des besoins opérationnels de l’armée en juillet 2015 et a commencé à être déployé au début de 2016 près de la frontière maritime avec la Corée du Nord en mer Jaune.
Le 28 avril 2020, la Defense Acquisition Program Administration (DAPA) a annoncé que les livraisons du système Cheongung KM-SAM Block-1 au ROKAF avaient été achevées,. En juillet 2021, la Corée du Sud a retiré son dernier système MIM-23 Hawk, l’ayant remplacé progressivement par le Cheongung block 1.

## Configuration de la batterie KM-SAM
- Centre de contrôle de l’engagement (ECS) : 1
- Radar multifonction (MFR) : 1
- Lanceurs : 4 à 6
- Missiles par lanceur : 8
- Groupe électrogène : 1

## Développements
Le KM-SAM block-2 devait être un intercepteur aux capacités supérieures. Conçu pour abattre des missiles balistiques, il offre des capacités similaires à celles du missile américain Terminal High Altitude Area Defense, avec une portée de 150 km et un plafond de 200 000 pieds (61 km). Les niveaux de performance devaient être deux fois supérieurs à ceux des missiles Patriot et Cheolmae II, et devraient être basés sur la technologie russe S-400. Ce rôle a été rempli par le développement du L-SAM.
En avril 2017, des responsables militaires sud-coréens ont révélé qu’un système de défense antimissile de bas niveau basé sur le Cheongung était en phase finale de développement. La modification du SAM standard avec la technologie "frapper pour tuer" lui permet d’intercepter les missiles balistiques entrants à des altitudes d’environ 66 000 pieds (20 km),. Le premier système Cheongung-II amélioré a été livré à la ROKAF en novembre 2020. L’intercepteur Block II est efficace contre les avions et les cibles balistiques
Le KM-SAM pourra être lancé à partir du système de lancement vertical coréen (K-VLS) à bord des frégates de classe Daegu dans un rôle naval

## Exportations
LIG Nex1 a participé à l’International Defence Exhibition qui s’est tenu aux Émirats arabes unis en 2021 et a présenté les systèmes d’armes coréens, notamment le KM-SAM et l’AT-1K Raybolt.
Le 16 novembre 2021, le ministère de la Défense des Émirats arabes unis a annoncé qu’il prévoyait d’acquérir le KM-SAM en tant qu'« ajout qualitatif » à ses capacités de défense aérienne existantes, et que l’accord pourrait atteindre 3,5 milliards de dollars. Un responsable de la Defense Acquisition Program Administration (DAPA) de la Corée du Sud a déclaré que l’annonce était « positive » mais « nous devons encore voir comment les négociations sur les détails se dérouleront ». Le 16 janvier 2022, l’Administration du programme d’acquisition de la défense du gouvernement sud-coréen a annoncé que les Émirats arabes unis achèteraient le système dans le cadre d’un accord d’une valeur de 3,5 milliards de dollars. À l’époque, il s’agissait du plus gros contrat d’exportation d’armes jamais conclu par la Corée du Sud,.
Les États-Unis ont demandé à la Corée du Sud d’envoyer ce système de missiles en Ukraine pour la guerre en Ukraine. Cependant, la Corée du Sud a décliné en raison de sa situation sécuritaire.

## Opérateurs
- Corée du Sud : Force aérienne de la république de Corée
- Émirats arabes unis : Armée de terre des Émirats arabes unis[24]